# Perché leggere i classici
Perché leggere i classici è una raccolta di saggi dello scrittore italiano Italo Calvino, pubblicata postuma nel 1991.

## Sinossi
Nel saggio che dà il titolo alla raccolta, lo scrittore sostiene che le letture di gioventù risultano spesso poco proficue e forniscono al giovane lettore soltanto modelli, termini di paragone, schemi di classificazione e scale di valori con cui confrontarsi. La lettura in profondità, quella fra le righe, le varie allegorie, le metafore più astratte vengono colte unicamente con la rilettura in età matura, la quale, invece, permette di ritrovare le costanti summenzionate nei meccanismi interiori che già regolano il comportamento inconscio dell'individuo. 
Per questi motivi, diviene lecito definire classico quel libro che sappia esercitare una notevole influenza sia quando resta fisso, indelebile nella memoria, sia quando viene rimosso, pur rimanendo nascosto fra le pieghe della memoria, mimetizzandosi o dettando i comportamenti del proprio inconscio. Ad ogni rilettura di un classico quindi, capita sovente di riconoscere dei propri atteggiamenti assimilati durante le letture di gioventù; proprio per questo motivo, è necessario affermare che ogni rilettura d'un classico è una lettura di scoperta, come fosse la prima lettura, e che la prima lettura d'un classico è in realtà una rilettura. Insomma, si dice classico quel libro che non ha mai finito di dire quel che ha da dire. 
Detto questo, è scontato affermare in qual misura ogni libro definito a ragione classico porti con sé, celato fra le righe, delle reminiscenze di altri classici. Testi classici come l'Odissea, le opere di Franz Kafka e Fëdor Dostoevskij, grazie ai loro personaggi, che incarnano bene o male tutti i meccanismi interni celati in una persona, hanno continuato a vivere fino ai giorni nostri, reincarnandosi di generazione in generazione. La lettura d'un classico, quindi, deve darci qualche sorpresa, in rapporto alla considerazione iniziale, per questo è importante leggere direttamente i testi originali, evitando critiche, commenti e interpretazioni. Si dice classico, in definitiva, ogni libro che stimola un atteggiamento personale critico, che provoca discorsi critici ma che continuamente sappia liberarsene. 
Non sempre il classico ci insegna qualcosa, anzi, molte volte è una conferma di ciò che sapevamo. Anche questa scoperta crea sorpresa: la scoperta di una relazione, di una qual sorta di condivisione delle idee dell'autore. In definitiva, possiamo definire classici quei libri che si rivelano sempre sorprendenti, e comunque, non lasciano in ciascuno un sentimento di indifferenza.
La scuola gioca un ruolo importante nell'educazione alla lettura, in quanto, in qualità di luogo principale di formazione critica e culturale per i ragazzi, fornisce proprio alla gioventù gli strumenti adatti alla formazione di un proprio gusto classico, attraverso il confronto con altri testi propriamente detti classici e, di conseguenza, con l'acquisizione di una coscienza critica. Inoltre, è la stessa lettura a formare – talvolta – quel canone, quel metro di misura, con il quale misurarsi con i problemi che ci circondano, giungendo a formare, in ciascun giovane lettore, un vero e proprio approccio personale alle problematiche della vita. In definitiva, si chiama classico un libro che si configura come equivalente dell'universo.

## Contenuti
- Perché leggere i classici
- Le Odissee nell'Odissea
- Senofonte, Anabasi
- Ovidio e la contiguità universale
- Il cielo, l'uomo, l'elefante
- Le sette principesse di Nezami
- Tirant lo Blanc
- La struttura dell'Orlando
- Piccola antologia di ottave
- Gerolamo Cardano
- Il libro della natura in Galileo
- Cyrano sulla Luna
- Robinson Crusoe, il giornale delle virtù mercantili
- Candide o l'ottimismo
- Denis Diderot, Jacques le fataliste
- Giammaria Ortes
- La conoscenza pulviscolare in Stendhal
- Guida alla Chartreuse a uso dei nuovi lettori
- La città-romanzo in Balzac
- Charles Dickens, Our Mutual Friend
- Gustave Flaubert, Trois contes
- Lev Tolstoj, Due ussari
- Mark Twain, L'uomo che corruppe Hadleyburg
- Henry James, Daisy Miller
- Robert Louis Stevenson, Il padiglione sulle dune
- I capitani di Conrad
- Pasternak e la rivoluzione
- Il mondo è un carciofo
- Carlo Emilio Gadda, Il pasticciaccio
- Eugenio Montale, Forse un mattino andando
- Lo scoglio di Montale
- Hemingway e noi
- Francis Ponge
- Jorge Luis Borges
- La filosofia di Raymond Queneau
- Pavese e i sacrifici umani